# Rancho Santa Ana Botanic Garden

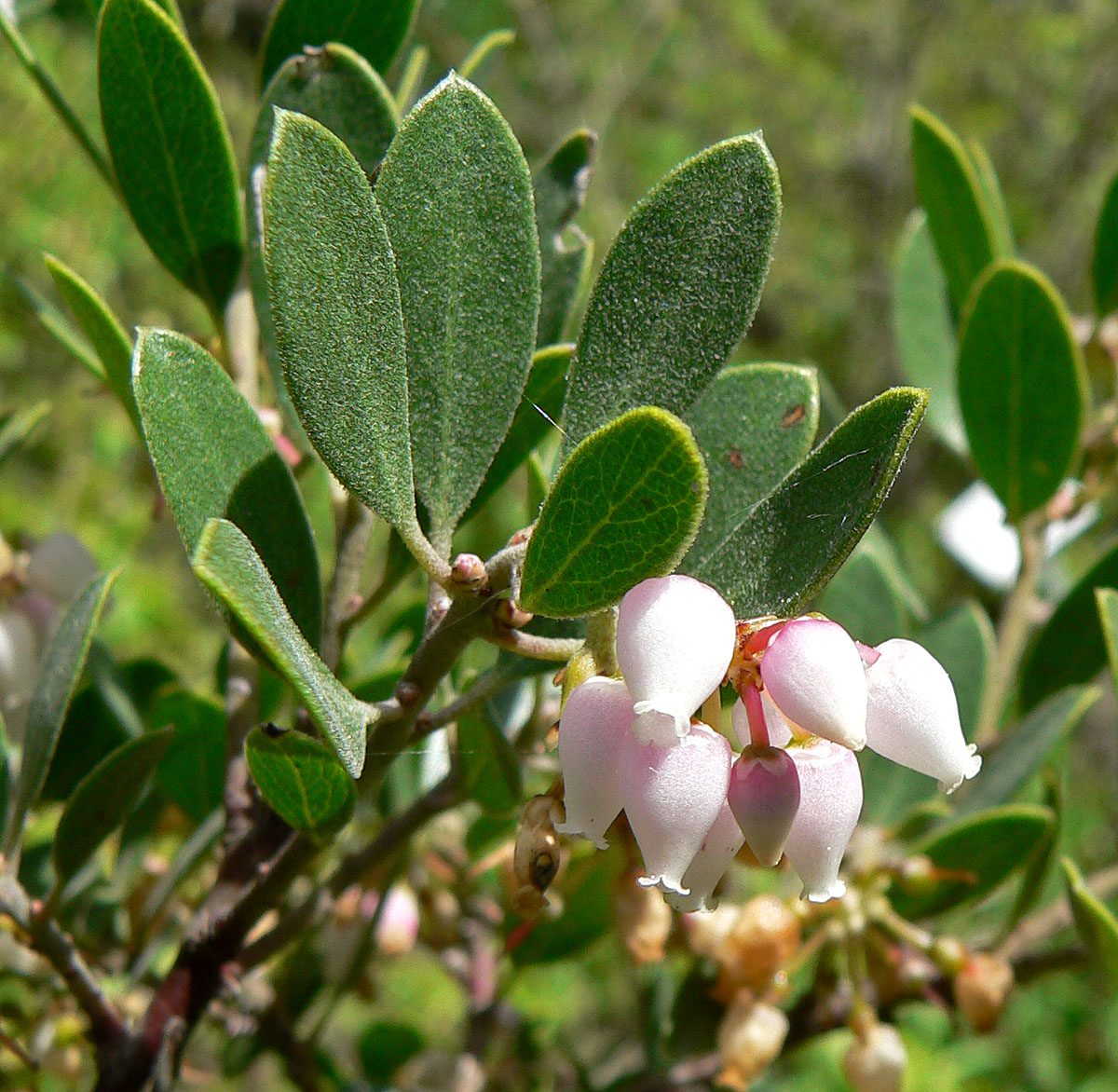
Arctostaphylos hookeri, een manzanitaplant die in de botanische tuin groeit

De Rancho Santa Ana Botanic Garden is een botanische tuin in Claremont (Californië). De tuin richt zich op de promotie van botanische kennis in het algemeen, en het behoud en de toepassing van planten die van nature voorkomen in Californië, in het bijzonder.
De botanische tuin is in 1927 opgericht door Susanna Bixby Bryant in Santa Ana (Californië). In 1951 is ze verhuisd naar de huidige locatie in Claremont. Ze beslaat daar een oppervlakte van 35 hectare.

## Collectie
De plantencollectie bestaat uit circa 6299 nummers (accessies) die zo'n 1780 taxa vertegenwoordigen. Een groot deel hiervan zijn planten uit de staat Californië en Neder-Californië: 2500 nummers die zo'n 1400 taxa vertegenwoordigen (900 soorten). Aandachtspunten vormen de collecties Arctostaphylos (manzanita's) en Ceanothus.
De botanische tuin heeft een kwekerij, een herbarium met meer dan een miljoen exemplaren, een zaadbank (met zaden van meer dan 1600 plantensoorten en cultivars) en een eigen laboratorium. De tuin is verantwoordelijk voor het lesprogramma in de plantkunde voor de Claremont Graduate University. De botanische tuin richt zich op educatie en onderzoek op het gebied van systematische en evolutionaire plantkunde met als aandachtspunten de inheemse flora van Californië en het behoud daarvan.
De tuin beschikt over een bibliotheek van ongeveer 48.000 titels en 750 lopende abonnementen op tijdschriften. Deze bibliotheek is aangesloten bij de Council on Botanical and Horticultural Libraries (CBHL), een internationale organisatie van individuen, organisaties en instituten die zich bezighouden met de ontwikkeling, het onderhouden en het gebruik van bibliotheken met botanische literatuur en literatuur over tuinen.
De tuin beschikt over een bezoekerswinkel waar onder meer boeken en geschenken worden verkocht.

## Lidmaatschappen
De botanische tuin is aangesloten bij Center for Plant Conservation, een non-profit netwerk van meer dan dertig Amerikaanse botanische instituten, dat zich richt op de bescherming en het herstel van de inheemse flora van de Verenigde Staten. De tuin is lid van de Plant Conservation Alliance (PCA), een samenwerkingsverband dat zich richt op de bescherming van planten die van nature voorkomen in de Verenigde Staten. Tevens is de tuin lid de American Public Gardens Association en van Botanic Gardens Conservation International, een non-profitorganisatie die botanische tuinen samen wil brengen in een wereldwijd samenwerkend netwerk om te komen tot het behoud van de biodiversiteit van planten.